# Gurbanguly Berdimuhamedow
Pour les articles homonymes, voir Berdimuhamedow.
Gurbanguly Mälikgulyýewiç Berdimuhamedow (en russe : Гурбангулы Мяликгулыевич Бердымухамедов, transcrit en Gourbangouly Mialikgoulyïevitch Berdymoukhamedov, la forme la plus utilisée), né le 29 juin 1957 à Babarap, est un homme d'État turkmène, président de la République durant 15 ans, de 2006 à 2022. Il prend officiellement le surnom d'« Arkadag » (protecteur) et instaure une dictature et un culte de la personnalité. Il démissionne en 2022 et annonce une élection présidentielle surprise qui est remportée par son fils Serdar Berdimoukhamedov.

## Biographie

### Premières années
Gurbanguly Berdimuhamedow naît le 29 juin 1957 à Babarap, dans le district de Gökdepe de l'actuelle province d'Ahal, alors en République socialiste soviétique du Turkménistan (Union soviétique). Issu de la tribu des Tekkés, il est le seul fils d'une famille de six enfants : ses sœurs s’appelant Gulnabat, Durdynabat, Guljamal, Oguljamal et Myahri.
Les ascendants de Gurbanguly Berdimuhamedow jouissent aussi de relatives notoriétés publiques. Son père, Mälikguly Berdimuhamedow (ru), travaillait comme officier supérieur du ministère des Affaires intérieures soviétique dans un détachement de gardiens de prison et prend sa retraite en 1982 avec le grade de lieutenant-colonel de police,. Quant à son grand-père, Berdimuhamed Annaýew, il était enseignant. Il sert dans l'Armée rouge pendant la Seconde Guerre mondiale et son unité est l'une des premières à traverser le fleuve Dniepr en septembre 1943. Il est finalement tué lors du séisme qui frappa Achgabat en octobre 1948.
Gurbanguly Berdimuhamedow reçoit son diplôme de l'Institut de médecine d'État turkmène en 1979 et entame une carrière en dentisterie à Achgabat. Quelques années plus tard, il quitte vers Moscou pour y étudier et y obtient un doctorat en sciences médicales. De retour au pays, il devient membre du corps professoral de la faculté de médecine dentaire de l'Institut de médecine d'État du Turkménistan en 1990. Peu après, il décide d'intégrer le ministère de la Santé en 1995 pour y devenir ministre en 1997. En 2001, il est nommé premier vice-président responsable de l'Éducation, de la Science et de la Santé.

### Prise du pouvoir
À la mort de Saparmyrat Nyýazow, le 21 décembre 2006, il est chargé de diriger la commission qui doit organiser les funérailles du président. À l'époque soviétique, celui à qui était confiée cette tâche était généralement le successeur officieux du défunt.
La Constitution turkmène prévoit qu’en cas de décès du président, c'est au président de l'Assemblée populaire (le Parlement) d'assurer l'intérim à la tête de l'État. Öwezgeldi Ataýew aurait dû assurer l'intérim mais la justice a, immédiatement après la mort de Nyýazow, ouvert une enquête sur ses éventuelles activités criminelles. Öwezgeldi Ataýew a donc vu sa prise de fonctions bloquée[réf. souhaitée], et le Conseil de sécurité a nommé Gurbanguly Berdimuhamedow président par intérim.
Selon l'alinéa 2 de l'article 60 de la Constitution turkmène, le président par intérim ne pouvait pas être candidat à l'élection présidentielle. Après une modification constitutionnelle, Gurbanguly Berdimuhamedow a pu se présenter avec cinq autres candidats désignés par le Conseil du peuple le 26 décembre 2006.
Ayant obtenu 89,23 % des suffrages lors de l’élection présidentielle tenue le 11 février 2007, face à cinq autres candidats, Gurbanguly Berdimuhamedow prête serment le 14 février 2007 et entre officiellement dans ses fonctions de chef de l’État turkmène. Le nouveau président turkmène promet de promouvoir l’entreprise privée[réf. souhaitée], de conserver les avantages sociaux pour le peuple et de créer de nouveaux emplois. Il est réélu en février 2012 avec 97,14 % des voix, puis en février 2017 avec 98 % des voix.
Bien qu'il ait rétabli les pensions abolies par son prédécesseur, assoupli les restrictions pour le voyage à l'étranger et rétabli la dixième année d'études obligatoire dans l'enseignement de base, la présidence de Berdimuhamedow conserve la gestion autoritaire et autocratique que le pays connaissait. Certains portraits de son prédécesseur, qui faisaient partie du paysage urbain d'Achgabat, furent ainsi remplacés par des portraits de lui peu de temps après sa prise de pouvoir, créant ainsi son propre culte de la personnalité.

### Autocratie
Le régime de Gurbanguly Berdimuhamedow est considéré par plusieurs organismes indépendants comme une dictature : en effet, le culte de la personnalité, les scores aux élections, les projets pharaoniques comme le prétendu « Palais du bonheur » inauguré en grande pompe pour les 20 ans de l'indépendance pour des sommes sans commune mesure avec la richesse du pays sont autant d'indices qui convergent vers cette conclusion : à la fin du mois de mai 2015, une statue de 21 mètres de haut, fondue en bronze et recouverte de feuilles d'or à Achgabat, rappelant le culte de la personnalité de son prédécesseur, fut dévoilée. Son prédécesseur, Saparmyrat Nyýazow, avait fait ériger une statue en or de lui-même tournante pour toujours faire face au Soleil. Elle est aujourd'hui reléguée dans la banlieue d'Achgabat. Les livres de son prédécesseur furent par ailleurs retirés des librairies, pour être plus tard remplacés par des pensums de Gurbanguly Berdimuhamedow, sur des sujets aussi divers que l'art de la tapisserie, la dégustation de thés ou la philosophie turkmène,.

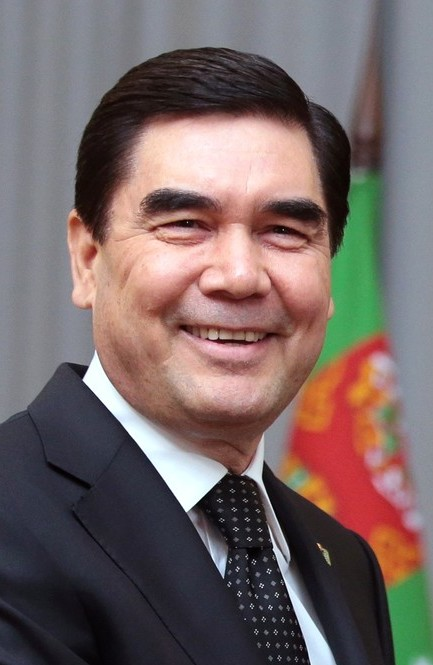
Berdimuhamedow en 2017.

Le culte de la personnalité bâti autour du président le montre en train de participer à tous les événements médiatiques du pays. Que ce soit sa participation à une course automobile au volant d'une Bugatti ou d'une course de chevaux, de sa prestation de DJ à la fête de son petit-fils ou du dernier poème qu'il a écrit, les médias relayant toutes les nouvelles qui permettent de présenter le président sous ses plus beaux jours et comme un homme actif pour sa nation. Il est même présenté en train de chanter une chanson qu'il aurait composée et de jouer de la guitare, en hommage aux travailleurs du pays.
En 2016, un amendement constitutionnel est proposé puis promulgué par Berdimuhamedow afin de supprimer la limite d'âge permise pour le candidat présidentiel et de faire passer les mandats présidentiels de cinq à sept ans.
En 2018, le Turkménistan occupe la 161e place sur une échelle de corruption de 180 pays testés par Transparency International. Pour l'ONG Human Rights Watch, « le Turkménistan reste l'un des pays les plus répressifs au monde, qui affiche un bilan désastreux sur les droits de l'homme ».
En août 2019, est publiée une vidéo où il réaliserait des dérapages en voiture autour de la porte de l'Enfer pour prouver qu'il n'est pas mort.
Depuis le début de la pandémie de Covid-19, vers la fin 2019, et depuis 2020, le régime turkmène affirme que le pays n'est pas touché par le virus, et qu'il n'aurait aucun cas, ce qui est considéré par d'éminents virologues, et autres spécialistes en médecine, dont ceux de  l'OMS, comme impossible. Ce pays devient, comme la Corée du nord, l'un des rares pays du monde qui ne communique pas ses bilans à l'OMS et au reste du monde. L'Iran, pays frontalier, affirme que le Turkménistan est touché par ce virus, l'Iran étant le pays du Moyen-Orient le plus touché.
Le 10 novembre 2020, il se fait remarquer en faisant inaugurer en grande pompe, dans un nouveau quartier résidentiel d'Achgabat, une statue couverte de feuilles d'or de six mètres de haut censée représenter sa race de chiens préférée : le berger d'Asie centrale,.

### Succession
Son fils Serdar, né en 1981, est aussi un homme politique. Membre du parlement, il est nommé vice-ministre des Affaires étrangères en mars 2018. En janvier 2019, il est nommé vice-gouverneur de la province d'Ahal. Considéré comme un héritier potentiel de son père à la tête de l'État, Serdar remporte l'élection présidentielle de 2022, et prend ses fonctions de président, le 19 mars 2022.